# 天童市立干布小学校
天童市立干布小学校（てんどうしりつ ほしぬのしょうがっこう）は、山形県天童市にある公立小学校である。

## 教育目標
- 心豊かにたくましくのびていく子ども [1]

## 沿革
- 1879年（明治12年）12月19日 - 修耒小学校創立
- 1941年（昭和16年）4月1日 - 干布国民学校に改称
- 1947年（昭和22年）4月1日 - 干布村立干布小学校に改称
- 1955年（昭和30年）1月1日 - 豊栄村立干布小学校に改称
- 1962年（昭和37年）10月20日 - 天童市立干布小学校に改称
- 1963年（昭和38年）4月1日 - 天童市立第七小学校に改称
- 1976年（昭和51年）4月1日 - 天童市立干布小学校に改称
- 1985年（昭和60年）
  - 5月30日 - 新校舎落成
  - 12月27日 - 体育館落成
- 2007年（平成19年）7月 - 新宿区立四谷小学校との姉妹校協定が結ばれる。
- 2011年（平成23年）4月1日 - 2学期制導入

## 学区
- 嘱託区901 - 916（奈良沢、原町、上荻野戸、石倉、出田原、片羽）[3][4]

## 卒業後
- 第一中学校へ進学する[3]。